# Archive.is
archive.is (انگلیسی: Archive.is) (یا archive.today سابق) یک وبگاه بایگانی است که عکس‌های صفحات وب را ذخیره می‌کند. این وبگاه مشابه WebCite یک صفحه را در یک زمان بازیابی می‌کند، که هر صفحه حجمی کمتر از ۵۰ مگابایت داشته باشد اما با این تفاوت که محتویات صفحات طراحی وب ۲٫۰ (همچون گوگل مپس و توئیتر) را نیز شامل می‌شود.
archive.is برای تهیه یک مومنتو باکیفیت از شیوه مرورگر وب بدون واسط گرافیکی کاربر (headless browsing) برای ثبت منابعی که در صفحه جاسازی شده‌اند (الحاق یا embed) استفاده می‌کند و یک تصویر PNG برای تهیه و ثبت یک نسخه ثابت و غیرانفعالی از آنچه در صفحه ارائه شده‌است می‌سازد. این خصوصیات در برخی موارد اهمیت دارد برای مثال بایگانی صفحه‌ای از وبگاه خاطرات منتظری که در این آدرس توسط بایگانی اینترنت به درستی ذخیره نشده است اما در این آدرس به درستی ذخیره شده است.
بر خلاف خزندگان وب همچون بایگانی اینترنت، archive.is صفحات اختصاصی را فقط در پاسخ به درخواست‌های کاربران معلوم ثبت می‌کند، بنابراین توجهی به فایل robots.txt یا استاندارد استثناء کردن ربات‌ها نمی‌کند. به این دلیل، صاحبان وب‌سایت‌ها نمی‌توانند به صورت یک-طرفه تصاویر را مطابق میل‌شان حذف کنند، بدین‌سان این وبگاه یک بایگانی کاملاً پایدار است.
از ژوئیه ۲۰۱۳، archive.is از رابط برنامه‌نویسی کاربردی (API) پروژه مومنتو پشتیبانی می‌کند.